# Atalanta Bergamasca Calcio 1995-1996
Questa voce raccoglie le informazioni riguardanti l'Atalanta Bergamasca Calcio nelle competizioni ufficiali della stagione 1995-1996.

## Stagione

Il giovane centravanti Christian Vieri (a destra), neoacquisto e tra le rivelazioni della stagione grazie a 10 reti in 21 gare, qui alle prese con Aldair nella trasferta di Roma del 10 settembre 1995, con indosso la seconda divisa atalantina bianca.

Nella stagione 1995-1996 dopo il ritorno nella massima serie il campionato dei bergamaschi, anche per questa stagione affidati ad Emiliano Mondonico, si sviluppa tra alti e bassi, tanto che la squadra nerazzurra a inizio dicembre riesce a raggiungere il terzo posto, dopo quattro vittorie consecutive, alle quali segue tuttavia una striscia negativa di sei sconfitte consecutive, che riavvicinano i bergamaschi alle zone basse della classifica. Nel prosieguo della stagione la posizione in classifica si mantiene stabilmente al di sopra della zona retrocessione.
In Coppa Italia la squadra nerazzurra raggiunge la finale per la terza volta nella propria storia, dove viene sconfitta dalla Fiorentina; precedentemente i nerazzurri avevano eliminato la Cremonese, i detentori della Coppa la Juventus (gol di Fabio Gallo all'ultimo minuto dei tempi supplementari), il Cagliari e il Bologna.
Contestualmente si verifica il lancio di un paio di giovani di buone prospettive, Christian Vieri e Domenico Morfeo che, insieme in stagione, mettono a segno 22 reti.

## Divise e sponsor
Lo sponsor tecnico per la stagione 1995-1996 fu Asics, mentre lo sponsor ufficiale fu Somet Telai Tessili.
| Casa | Trasferta |

## Organigramma societario
Area direttiva
- Presidente: Ivan Ruggeri
- Vice presidenti: Bruno Ruggeri e Marco Radici
- Amministratore delegato: Aldo Piceni
- Direttore generale: Giacomo Randazzo

Area organizzativa
- Segretario generale: Carlo Valenti

Area tecnica
- Direttore sportivo: Nicola Radici
- Collaboratore tecnico: Gabriele Messina
- Team Manager: Maurizio Bucarelli
- Allenatore: Emiliano Mondonico
- Vice allenatore: Angelo Pereni
- Preparatore dei portieri: Nello Malizia

Area sanitaria
- Coord. Medico: Danilo Tagliabue
- Staff medico: Amedeo Amadeo, Aristide Cobelli, Roberto Ferrari e Raffaello Rossi
- Massaggiatori: Marco Piacezzi e Giuseppe Corna

## Rosa
| N. |                    | Ruolo | Calciatore                      |
| -- | ------------------ | ----- | ------------------------------- |
| 1  | Italia (bandiera)  | P     | Fabrizio Ferron                 |
| 2  | Uruguay (bandiera) | C     | José Oscar Herrera              |
| 3  | Italia (bandiera)  | C     | Valter Bonacina (vice capitano) |
| 4  | Italia (bandiera)  | D     | Nicola Boselli                  |
| 5  | Italia (bandiera)  | C     | Daniele Fortunato (capitano)    |
| 6  | Italia (bandiera)  | C     | Fabio Gallo                     |
| 7  | Italia (bandiera)  | D     | Gianluca Luppi                  |
| 8  | Italia (bandiera)  | C     | Giuseppe Minaudo                |
| 9  | Uruguay (bandiera) | D     | Paolo Montero                   |
| 10 | Italia (bandiera)  | C     | Domenico Morfeo                 |
| 11 | Italia (bandiera)  | D     | Antonio Paganin                 |
| 12 | Italia (bandiera)  | P     | Davide Pinato                   |
| 13 | Italia (bandiera)  | D     | Cristiano Pavone                |
| 14 | Italia (bandiera)  | A     | Federico Pisani                 |

| N. |                         | Ruolo | Calciatore        |
| -- | ----------------------- | ----- | ----------------- |
| 15 | Italia (bandiera)       | C     | Franco Rotella    |
| 16 | Italia (bandiera)       | C     | Stefano Salvatori |
| 17 | Italia (bandiera)       | C     | Marco Sgrò        |
| 18 | Italia (bandiera)       | A     | Sandro Tovalieri  |
| 19 | Italia (bandiera)       | D     | Mauro Valentini   |
| 20 | Italia (bandiera)       | A     | Christian Vieri   |
| 21 | Italia (bandiera)       | D     | Marco Zanchi      |
| 22 | Italia (bandiera)       | P     | Filippo Zani      |
| 27 | Sierra Leone (bandiera) | D     | Kewullay Conteh   |
| 28 | Italia (bandiera)       | C     | Massimo Mutarelli |
| 30 | Italia (bandiera)       | A     | Gianluca Temelin  |
| 31 | Italia (bandiera)       | D     | Stefano Lorenzi   |
|    | Italia (bandiera)       | D     | Denis Zanardo     |

## Calciomercato

### Sessione estiva
| Acquisti | Acquisti           | Acquisti   | Acquisti      |
| R.       | Nome               | da         | Modalità      |
| -------- | ------------------ | ---------- | ------------- |
| P        | Marco Ambrosio     | Prato      | fine prestito |
| D        | Kewullay Conteh    | Café Opera | definitivo    |
| D        | José Oscar Herrera | Cagliari   | definitivo    |
| D        | Gianluca Luppi     | Fiorentina | definitivo    |
| D        | Antonio Paganin    | Inter      | fine prestito |
| C        | Fabio Gallo        | Brescia    | definitivo    |
| C        | Giuseppe Minaudo   | Piacenza   | fine prestito |
| C        | Marco Sgrò         | Ancona     | fine prestito |
| A        | Sandro Tovalieri   | Bari       | definitivo    |
| A        | Christian Vieri    | Venezia    | definitivo    |

| Cessioni | Cessioni             | Cessioni             | Cessioni   |
| R.       | Nome                 | a                    | Modalità   |
| -------- | -------------------- | -------------------- | ---------- |
| D        | Tebaldo Bigliardi    | Leffe                | definitivo |
| D        | Simone Pavan         | Venezia              | definitivo |
| D        | Emanuele Tresoldi    | Pistoiese            | prestito   |
| C        | Tomas Locatelli      | Milan                | definitivo |
| C        | Oscar Magoni         | Genoa                | definitivo |
| C        | Leonardo Rodríguez   | Universidad de Chile | definitivo |
| C        | Cristiano Scapolo    | Bologna              | definitivo |
| C        | Sebastiano Vecchiola | Venezia              | definitivo |
| A        | Vincenzo Chianese    | Casarano             | prestito   |
| A        | Maurizio Ganz        | Inter                | definitivo |
| A        | Giampaolo Saurini    | Brescia              | definitivo |

### Sessione autunnale
| Acquisti | Acquisti | Acquisti | Acquisti |
| R.       | Nome     | da       | Modalità |
| -------- | -------- | -------- | -------- |

| Cessioni | Cessioni         | Cessioni | Cessioni   |
| R.       | Nome             | a        | Modalità   |
| -------- | ---------------- | -------- | ---------- |
| P        | Marco Ambrosio   | Ravenna  | definitivo |
| C        | Giuseppe Minaudo | Torino   | definitivo |

## Risultati

### Serie A

#### Girone di andata
| Arbitro: | Braschi (Prato) |

|           |           |               |
| Vieri 90’ | Marcatori | 77’ Stoichkov |

| Arbitro: | Farina (Novi Ligure) |

|  |           |                  |
|  | Marcatori | 49’ (rig.) Vieri |

| Arbitro: | Cesari (Genova) |

|          |           |                                    |
| Vieri 3’ | Marcatori | 31’ Buso 63’ Imbriani 74’ Agostini |

| Arbitro: | Bettin (Padova) |

|                                         |           |  |
| Desailly 25’ R. Baggio 87’ Di Canio 89’ | Marcatori |  |

| Arbitro: | Cardona (Milano) |

|                                      |           |  |
| Piovani 6’ (aut.) Rossini 50’ (aut.) | Marcatori |  |

| Arbitro: | Collina (Viareggio) |

|               |           |                    |
| D. Morfeo 84’ | Marcatori | 70’ (aut.) Herrera |

| Arbitro: | Racalbuto (Gallarate) |

|             |           |            |
| Perovic 45’ | Marcatori | 24’ Morfeo |

| Bergamo 29 ottobre 1995 8ª giornata | Atalanta                               | 0 – 0 referto | Udinese | Stadio Atleti Azzurri d'Italia\| Arbitro: \| Pellegrino (Barcellona Pozzo di Gotto) \| |
| Arbitro:                            | Pellegrino (Barcellona Pozzo di Gotto) |               |         |                                                                                        |

| Arbitro: | Lana (Torino) |

|               |           |                              |
| Andersson 40’ | Marcatori | 9’ Pisani 14’, 23’ Tovalieri |

| Arbitro: | Treossi (Forlì) |

|                                               |           |                         |
| Herrera 38’ Karembeu 78’ (aut.) Tovalieri 90’ | Marcatori | 25’ Maniero 64’ Seedorf |

| Arbitro: | Cardona (Milano) |

|  |           |               |
|  | Marcatori | 25’ Fortunato |

| Arbitro: | De Santis (Tivoli) |

|                                 |           |             |
| Tovalieri 8’, 32’ D. Morfeo 58’ | Marcatori | 25’ Murgita |

| Arbitro: | Cesari (Genova) |

|                              |           |  |
| Boselli 60’ (aut.) Muzzi 71’ | Marcatori |  |

| Arbitro: | Farina (Novi Ligure) |

|               |           |                               |
| D. Morfeo 70’ | Marcatori | 39’ Baiano 60’, 73’ Batistuta |

| Arbitro: | Stafoggia (Pesaro) |

|                                                           |           |               |
| Winter 14’, 86’ Signori 43’ (rig.), 53’ (rig.) Boksic 50’ | Marcatori | 49’ Tovalieri |

| Arbitro: | Bolognino (Milano) |

|  |           |                      |
|  | Marcatori | 59’ (rig.) Ravanelli |

| Arbitro: | Borriello (Mantova) |

|                                  |           |                    |
| Van Utrecht 47’ Vlaovic 75’, 84’ | Marcatori | 56’, 66’ D. Morfeo |

#### Girone di ritorno
| Arbitro: | Treossi (Forlì) |

|                   |           |  |
| Pin 37’ Melli 45’ | Marcatori |  |

| Arbitro: | Pairetto (Nichelino) |

|                                 |           |                |
| Pisani 78’ D. Morfeo 84’ (rig.) | Marcatori | 22’ Delvecchio |

| Arbitro: | Trentalange (Torino) |

|                                      |           |  |
| Boghossian 14’ A. Paganin 85’ (aut.) | Marcatori |  |

| Arbitro: | Farina (Novi Ligure) |

|  |           |         |
|  | Marcatori | 2’ Weah |

| Arbitro: | Cinciripini (Ascoli Piceno) |

|                        |           |                      |
| Caccia 30’ Piovani 61’ | Marcatori | 18’ Vieri 67’ Pisani |

| Arbitro: | Borriello (Mantova) |

|           |           |  |
| Branca 7’ | Marcatori |  |

| Arbitro: | Nicchi (Arezzo) |

|            |           |             |
| Pisani 78’ | Marcatori | 82’ Maspero |

| Arbitro: | Ceccarini (Livorno) |

|                             |           |  |
| Poggi 70’, 81’ Bierhoff 80’ | Marcatori |  |

| Arbitro: | Cinciripini (Ascoli Piceno) |

|                  |           |                 |
| Vieri 21’ (rig.) | Marcatori | 70’, 72’ Protti |

| Arbitro: | Braschi (Prato) |

|                        |           |                                                |
| Balleri 44’ Chiesa 45’ | Marcatori | 54’ (aut.) Balleri 57’ D. Morfeo 84’ Fortunato |

| Arbitro: | Bazzoli (Merano) |

|                   |           |  |
| Morfeo 74’ (rig.) | Marcatori |  |

| Arbitro: | Pellegrino (Barcellona Pozzo di Gotto) |

|              |           |  |
| M. Rossi 66’ | Marcatori |  |

| Arbitro: | Serena (Bassano del Grappa) |

|                              |           |  |
| Vieri 18’, 79’ D. Morfeo 41’ | Marcatori |  |

| Arbitro: | Rodomonti (Teramo) |

|               |           |  |
| Banchelli 17’ | Marcatori |  |

| Arbitro: | Racalbuto (Gallarate) |

|               |           |                                                         |
| D. Morfeo 34’ | Marcatori | 13’ (aut.) Valentini 58’ (rig.) Signori 85’ M. Esposito |

| Arbitro: | Tombolini (Ancona) |

|               |           |  |
| Deschamps 67’ | Marcatori |  |

| Arbitro: | L. Branzoni (Pavia) |

|                                       |           |  |
| Serao 12’ (aut.) Sgrò 16’ Herrera 54’ | Marcatori |  |

## Coppa Italia
| Arbitro: | Bazzoli (Merano) |

|                                 |                      |                                       |
| Bonacina 28’ Sgrò 84’           | Marcatori            | 28’ Florijancic 75’ (aut.) A. Paganin |
| Salvatori Bonacina Sgrò Rotella | Tiri di rigore 6 – 4 | Florijancic Maspero Nicolini Perovic  |

| Arbitro: | Bettin (Padova) |

|            |           |  |
| Gallo 118’ | Marcatori |  |

| Arbitro: | Nicchi (Arezzo) |

|             |           |  |
| O'Neill 35’ | Marcatori |  |

| Arbitro: | Treossi (Forlì) |

|                                             |           |                             |
| Tovalieri 19’, 83’ D. Morfeo 25’ Pisani 80’ | Marcatori | 47’ Bressan 78’ Dario Silva |

| Arbitro: | Nicchi (Arezzo) |

|                       |           |               |
| A. Paganin 50’ (aut.) | Marcatori | 84’ Valentini |

| Arbitro: | Stafoggia (Pesaro) |

|                       |           |  |
| Vieri 31’, 90’ (rig.) | Marcatori |  |

### Finali
| Arbitro: | Boggi (Salerno) |

|               |           |  |
| Batistuta 52’ | Marcatori |  |

| Arbitro: | Pairetto (Nichelino) |

|  |           |                              |
|  | Marcatori | 48’ L. Amoruso 61’ Batistuta |

## Statistiche

### Statistiche di squadra
| Competizione | Punti | In casa | In casa | In casa | In casa | In casa | In casa | In trasferta | In trasferta | In trasferta | In trasferta | In trasferta | In trasferta | Totale | Totale | Totale | Totale | Totale | Totale | DR  |
| Competizione | Punti | G       | V       | N       | P       | Gf      | Gs      | G            | V            | N            | P            | Gf           | Gs           | G      | V      | N      | P      | Gf     | Gs     | DR  |
| ------------ | ----- | ------- | ------- | ------- | ------- | ------- | ------- | ------------ | ------------ | ------------ | ------------ | ------------ | ------------ | ------ | ------ | ------ | ------ | ------ | ------ | --- |
| Serie A      | 39    | 17      | 7       | 4       | 6       | 24      | 20      | 17           | 4            | 2            | 11           | 14           | 30           | 34     | 11     | 6      | 17     | 38     | 50     | -12 |
| Coppa Italia |       | 5       | 3       | 1       | 1       | 9       | 6       | 3            | 0            | 1            | 2            | 1            | 3            | 8      | 3      | 2      | 3      | 10     | 9      | +1  |

### Statistiche dei giocatori
| Giocatore    | Serie A  | Serie A | Serie A     | Serie A    | Coppa Italia | Coppa Italia | Coppa Italia | Coppa Italia | Totale   | Totale | Totale      | Totale     |
| Giocatore    | Presenze | Reti    | Ammonizioni | Espulsioni | Presenze     | Reti         | Ammonizioni  | Espulsioni   | Presenze | Reti   | Ammonizioni | Espulsioni |
| ------------ | -------- | ------- | ----------- | ---------- | ------------ | ------------ | ------------ | ------------ | -------- | ------ | ----------- | ---------- |
| W. Bonacina  | 29       | 0       | ?           | ?          | 6            | 1            | ?            | ?            | 35       | 1      | ?           | ?          |
| N. Boselli   | 15       | 0       | ?           | ?          | 2            | 0            | ?            | ?            | 17       | 0      | ?           | ?          |
| K. Conteh    | 2        | 0       | ?           | ?          | 0            | 0            | 0            | 0            | 2        | 0      | 0+          | 0+         |
| F. Ferron    | 29       | 0       | ?           | ?          | 7            | 0            | ?            | ?            | 36       | 0      | ?           | ?          |
| D. Fortunato | 32       | 2       | ?           | ?          | 8            | 0            | ?            | ?            | 40       | 2      | ?           | ?          |
| F. Gallo     | 31       | 0       | ?           | ?          | 6            | 1            | ?            | ?            | 37       | 1      | ?           | ?          |
| J. Herrera   | 29       | 2       | ?           | ?          | 7            | 0            | ?            | ?            | 36       | 2      | ?           | ?          |
| G. Luppi     | 17       | 0       | ?           | ?          | 3            | 0            | ?            | ?            | 20       | 0      | ?           | ?          |
| G. Minaudo   | 2        | 0       | ?           | ?          | 1            | 0            | ?            | ?            | 3        | 0      | ?           | ?          |
| P. Montero   | 23       | 0       | ?           | ?          | 6            | 0            | ?            | ?            | 29       | 0      | ?           | ?          |
| D. Morfeo    | 30       | 11      | ?           | ?          | 7            | 1            | ?            | ?            | 37       | 12     | ?           | ?          |
| M. Mutarelli | 1        | 0       | ?           | ?          | 0            | 0            | 0            | 0            | 1        | 0      | 0+          | 0+         |
| A. Paganin   | 27       | 0       | ?           | ?          | 8            | 0            | ?            | ?            | 35       | 0      | ?           | ?          |
| C. Pavone    | 14       | 0       | ?           | ?          | 4            | 0            | ?            | ?            | 18       | 0      | ?           | ?          |
| D. Pinato    | 7        | 0       | ?           | ?          | 1            | 0            | ?            | ?            | 8        | 0      | ?           | ?          |
| F. Pisani    | 26       | 4       | ?           | ?          | 6            | 1            | ?            | ?            | 32       | 5      | ?           | ?          |
| F. Rotella   | 17       | 0       | ?           | ?          | 5            | 0            | ?            | ?            | 22       | 0      | ?           | ?          |
| S. Salvatori | 22       | 0       | ?           | ?          | 6            | 0            | ?            | ?            | 28       | 0      | ?           | ?          |
| M. Sgrò      | 30       | 1       | ?           | ?          | 6            | 1            | ?            | ?            | 36       | 2      | ?           | ?          |
| G. Temelin   | 1        | 0       | ?           | ?          | 1            | 0            | ?            | ?            | 2        | 0      | ?           | ?          |
| S. Tovalieri | 30       | 6       | ?           | ?          | 8            | 2            | ?            | ?            | 38       | 8      | ?           | ?          |
| M. Valentini | 27       | 0       | ?           | ?          | 6            | 1            | ?            | ?            | 33       | 1      | ?           | ?          |
| C. Vieri     | 19       | 8       | ?           | ?          | 2            | 2            | ?            | ?            | 21       | 10     | ?           | ?          |
| D. Zanardo   | 0        | 0       | 0           | 0          | 1            | 0            | ?            | ?            | 1        | 0      | 0+          | 0+         |
| M. Zanchi    | 10       | 0       | ?           | ?          | 2            | 0            | ?            | ?            | 12       | 0      | ?           | ?          |
| F. Zani      | 1        | 0       | ?           | ?          | 0            | 0            | 0            | 0            | 1        | 0      | 0+          | 0+         |